# موج سیاه یوگسلاوی
موج سیاه یوگسلاوی که با نام موج سیاه نیز شناخته می‌شود، اصطلاحی فراگیر برای جنبشی سینمایی در یوگسلاوی در دهه‌های شصت و هفتاد میلادی بود. از کارگردانان برجسته این جریان می‌توان به دوشان ماکاویو، ژیوویین پاولوویچ، آلکساندر پتروویچ و ژلیمیر ژیلنیک اشاره نمود. فیلم‌های این کارگردانان برای شیوه غیر سننتی در فیلمسازی، طنز تیره و بررسی انتقادی جامعه آن زمان یوگسلاوی شناخته شده‌اند.